# Jörg Kaehler

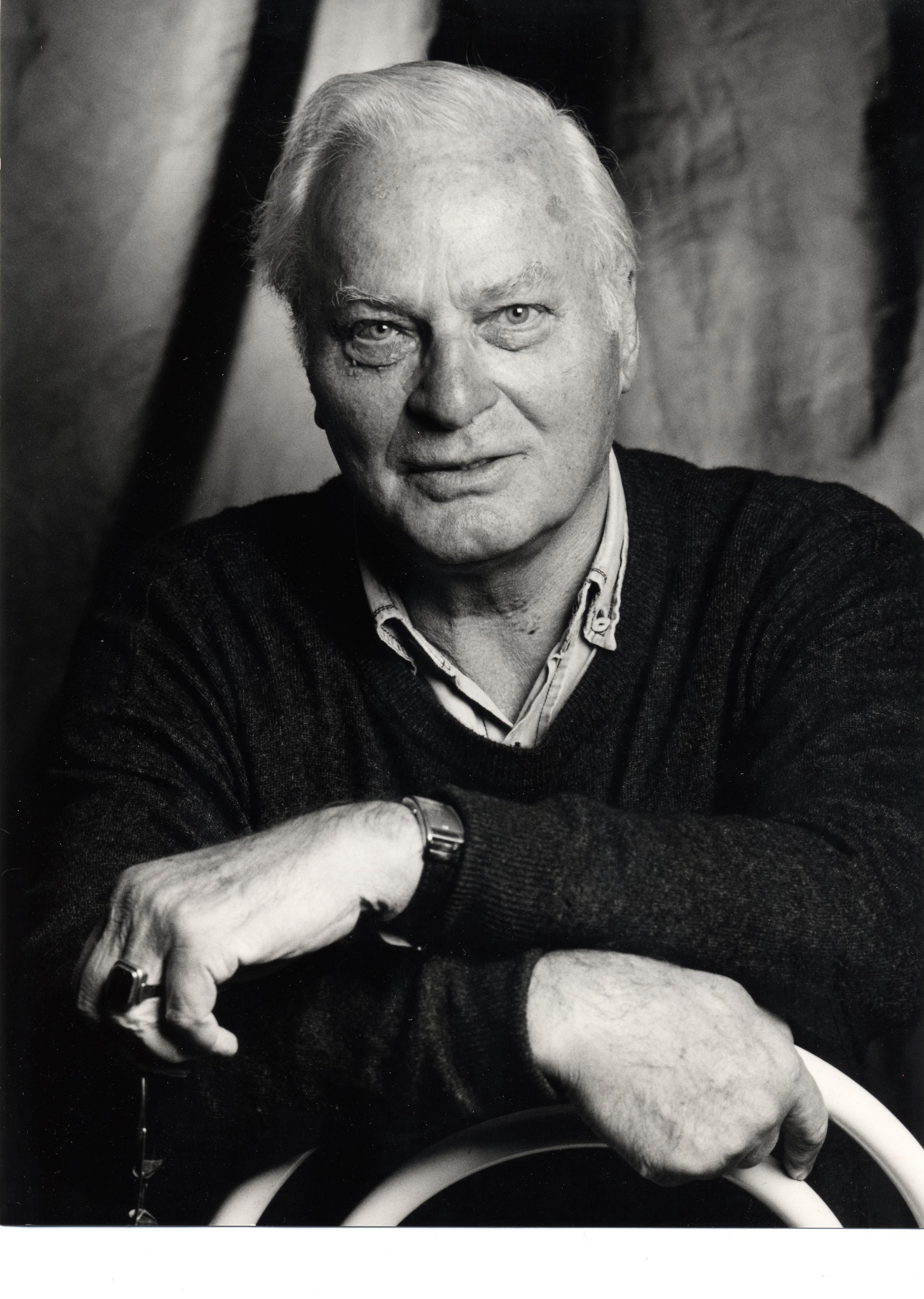
Jörg Kaehler (1997)

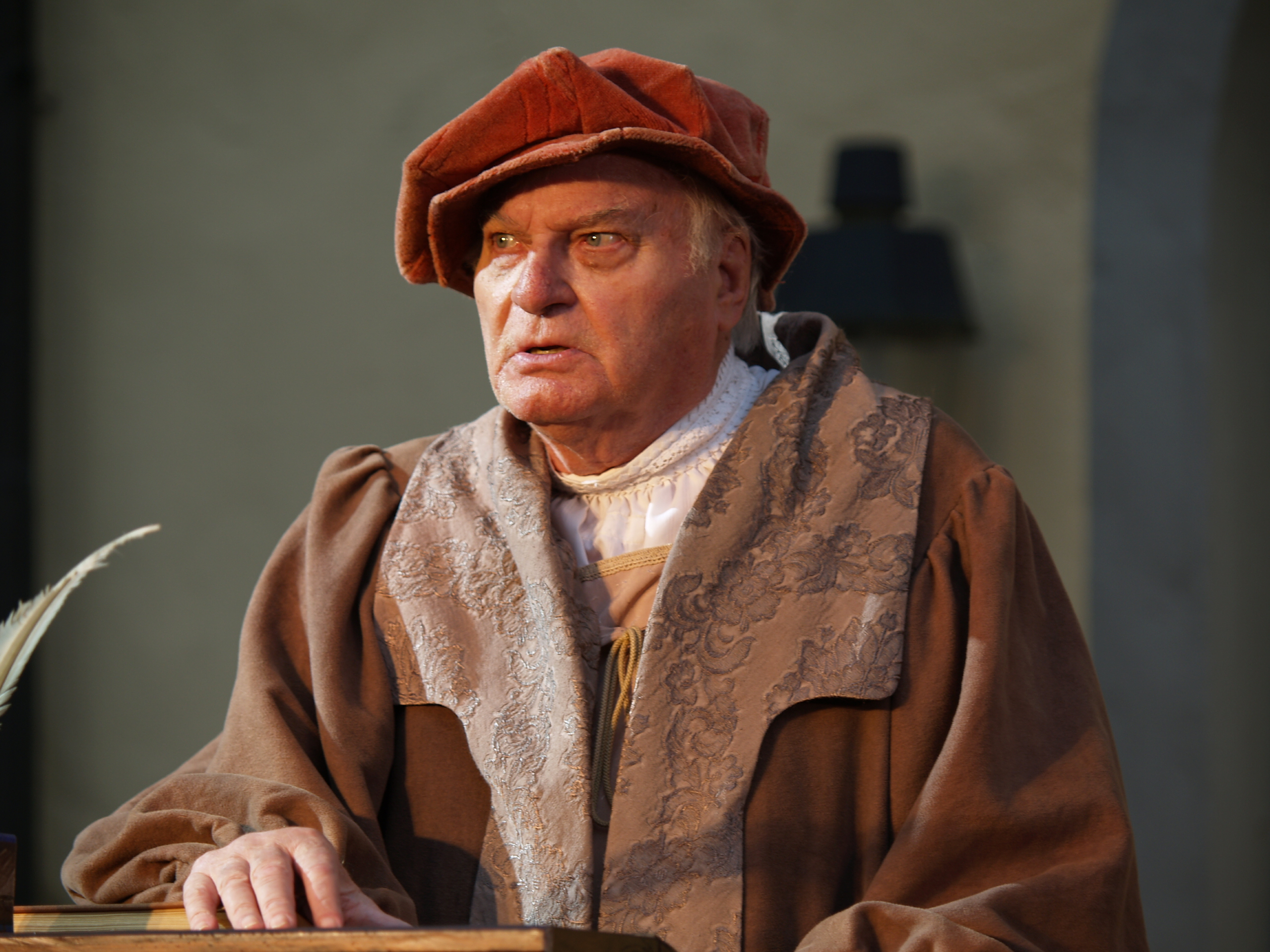
Jörg Kaehler als Faust in "Faust I"

Jörg Kaehler (* 19. Dezember 1930 in Frankfurt am Main; † 19. Juli 2015 in Neunkirchen-Seelscheid) war ein deutscher Schauspieler, Regisseur, Theaterleiter und Autor.

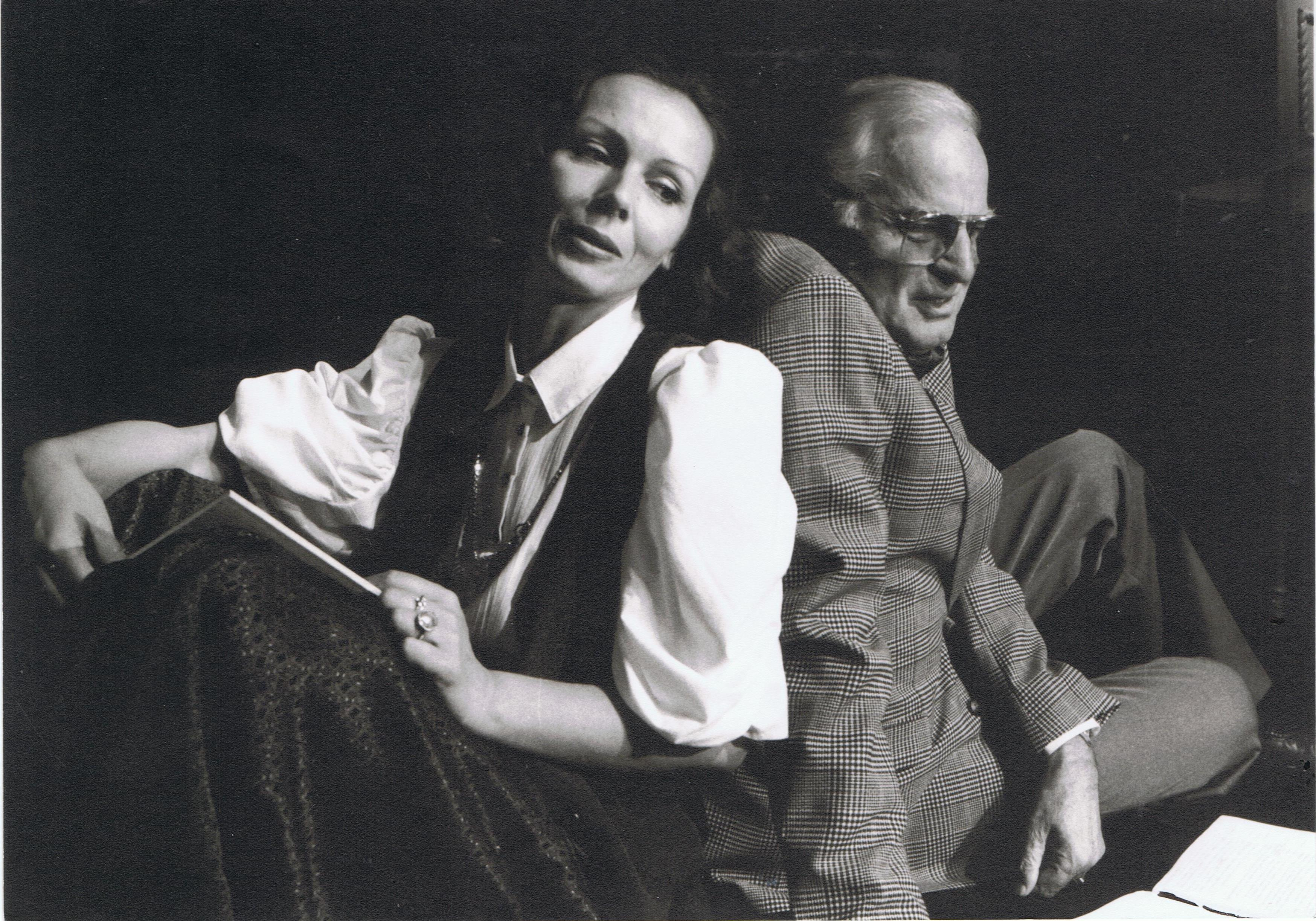
Szenenfoto aus "Geliebter Lügner": Jörg Kaehler als George Bernard Shaw und Sibylle Kuhne als Mrs. Patrick Campbell

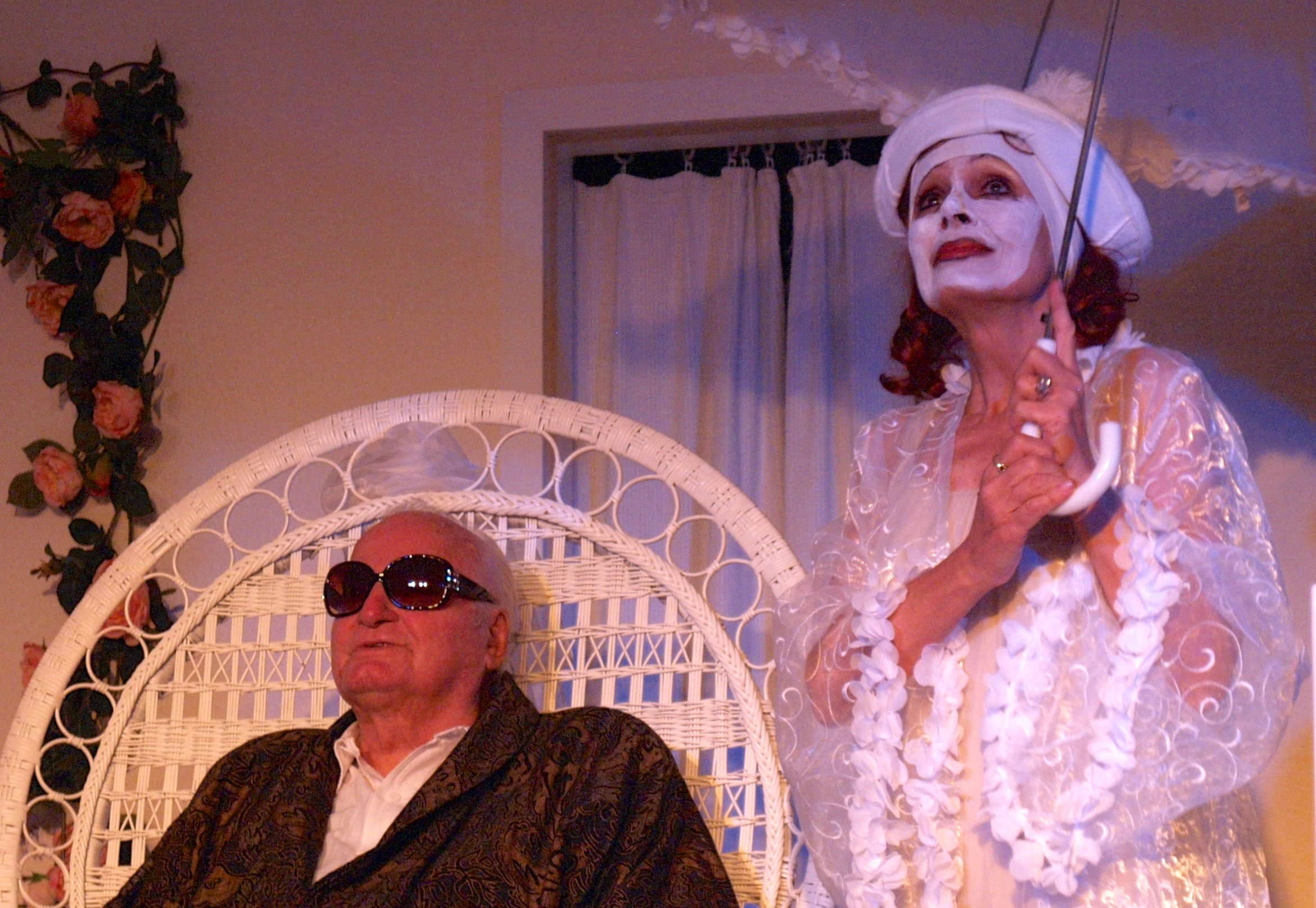
Szenenfoto aus "Ich bin mit der Sonne verwandt" (Memoiren der Sarah Bernhardt): Jörg Kaehler als Pitou und Sibylle Kuhne als Sarah Bernhardt

## Leben und Wirken
Jörg Kaehler besuchte in Rostock die Oberschule, nahm dort privaten Schauspielunterricht und trat mit 18 Jahren in Greifswald sein erstes Engagement an.
Sein Weg führte ihn über Neustrelitz, Bernburg/Staßfurt an das Landestheater Eisenach, wo seine Karriere als jugendlicher Held begann. Er spielte zahlreiche Rollen in diesem Fach mit dem Romeo als Höhepunkt. Nach drei Jahren wechselte er an das Volkstheater Rostock. Hier blieb er vier Jahre und erschloss sich das Fach des Ersten Helden, das er mit dem Karl Moor in den Räubern und dem Fürsten Bolkonski in „Krieg und Frieden“ krönte. Anschließend führte ihn der Weg für neun Jahre nach Leipzig.
Er spielte dort unterschiedliche Rollen vom Tempelherrn in Nathan der Weise über den Eisenring in Biedermann und die Brandstifter bis zum Er in „Das Himmelbett“.
1969 lockte ihn eine neue Herausforderung. In Halle wurde ein Musicalensemble aufgebaut. Kaehler wurde dort eine der Stützen. Er spielte und sang vom Bel Ami über Obolski bis zum Mann von La Mancha alle Rollen in dem seinerzeit aktuellen Genre.
Nach einem Jahr in Halle begann er Regie zu führen. Die Inszenierung wurde vom Fernsehen aufgezeichnet und erhielt mehrere Preise.
Von da an führte er kontinuierlich Regie, auch mehrmals als Gast in Leipzig, wo er mit Cabaret beachtlichen Erfolg hatte.
Hervorzuheben ist seine Arbeit für das Fernsehen, wo es ihm gelang, neben Komödien Werke wie „Die Zaubernacht“ des vom Staat ungeliebten Polen Mrozek auf den Bildschirm zu bringen. Die Produktion der ersten Rockoper der DDR war ein Wagnis und erschien in Fachkreisen als eine Sensation. Er schrieb Stücke für das Medium Fernsehen. „Aufeinander zu“ wurde auch international beachtet.
In Rostock inszenierte Kaehler ein Spektrum von Shakespeare bis Offenbach. Er versuchte, in seinen Arbeiten systemkritische Töne anzuschlagen. In „Orpheus in der Unterwelt“ ging er nach Ansicht der Behörden zu weit. Die Inszenierung entging nur knapp der Absetzung.
Nun wurden seine Arbeiten von der Partei zunehmend mit Argwohn beobachtet. Mit der Zeit geriet er, der aus seiner Abneigung gegen den Staat nie ein Hehl gemacht hatte, ins Abseits. Er wurde bespitzelt, seine Tätigkeit in der Schauspielschule unterbunden, Gastspieltätigkeiten beschnitten; er durfte seine Verwandtschaft im Westen nicht mehr besuchen.
Schließlich stellte er einen Ausreiseantrag, dem im Jahre 1984 stattgegeben wurde.
Im Westen gastierte Kaehler zunächst als Schauspieler und Regisseur. Dazu gehörten unter anderem am Landestheater Schleswig-Holstein Inszenierungen von „Cyrano de Bergerac“, „Die Räuber“ und das „Käthchen von Heilbronn“, ebenso schauspielerische Aufgaben wie Willy Loman in Tod eines Handlungsreisenden, Oppenheimer, Otto Frank, die Titelrolle in Ein Inspektor kommt in Hamburg, sowie Lustspiele in Stuttgart, Frankfurt, Bonn und Hannover.
1996 begann Kaehler, seine Ziele eigenverantwortlich zu realisieren. Er baute im Kellergeschoss seines Hauses einen Raum als Theater aus und präsentierte neben literarischen Programmen zunächst kleine Stücke. Später erweiterte er das Repertoire. Die Stücke wurden personenreicher, das Programm anspruchsvoller.
1999 wurde ein Förderverein gegründet, dessen Vorsitz Kaehler übernahm. Weitere Spielstätten wurden erschlossen, so z. B. im Kunsthaus Seelscheid. Im Sommer 2000 baute Kaehler in Neunkirchen die erste Freilichtbühne im Rhein-Sieg-Kreis auf und eröffnete schließlich im Jahre 2004 die Siegburger Freilichtspiele auf der Abtei in Siegburg. Er spielte Goldoni, Ibsen, O’Neill, Vilar, Arbusov, Neil Simon, Hacks, Rostand, Hofmannsthal, Shakespeare und Goethe.
Jörg Kaehler lebte in Neunkirchen-Seelscheid bei Siegburg und in Leipzig. Er starb am 19. Juli 2015 in seinem Haus.

## Auszeichnungen
Im Jahre 2012 wurde ihm das Verdienstkreuz am Bande des Verdienstordens der Bundesrepublik Deutschland verliehen für sein jahrzehntelanges Engagement im kulturellen Bereich.

Jörg Kaehler (2010)

## Werke
Autobiografische Romane
- Wer kommt da? Battert Verlag, Baden-Baden 2001, ISBN 3-87989-322-5.
- Darf ich noch ein bisschen bleiben? Verlag am Park, Berlin 1997, ISBN 3-932180-57-7.
- Auf Wiedersehen, mein Freund! Burg Verlag, Rehau 2008, ISBN 978-3-937344-52-2.

## Filmografie (Auswahl)

### Schauspieler
- 1963: An französischen Kaminen
- 1966: Ohne Kampf kein Sieg
- 1972: Bettina von Arnim (Fernsehfilm)
- 1973: Der große Coup des Waldi P. (Fernsehtheater Moritzburg)
- 1982: Reif für 'ne Kur (Fernsehtheater Moritzburg)
- 1994: Stadtklinik (Fernsehserie, zwei Folgen)
- 1995–1998: Die Wache (Fernsehserie, drei Folgen)
- 1996: Lindenstraße (Fernsehserie, drei Folgen)

### Drehbücher
- 1983: Schauspielereien (Fernsehserie, Folge Aufeinander zu)
- 1984: Immer, wenn Lehmann kommt (Fernsehfilm)